# 坎大哈省
坎大哈省（波斯語：د کابل ولايت）是阿富汗34個省份之一，位於阿富汗南部，鄰近巴基斯坦。西部與赫爾曼德省接壤，北部與烏魯茲甘省接壤，東部與扎布爾省接壤。坎大哈省省會是坎大哈，位於阿爾甘達卜河。包圍坎大哈省的更大地區稱為大坎大哈。
坎大哈省設有18個縣和超過1,000個村落，居住人口約為1,368,100人，以部落和鄉村社會為主。居住在坎大哈省的居民主要為普什圖人，而坎大哈市內亦有小規模的塔吉克族、哈扎拉人、烏孜別克族與俾路支人的社區。